# Anthrax
Antraks (engl. Anthrax) američki je hevi metal bend iz Njujorka. Oni su deo „velike četvorke treš metala”, uz Metaliku, Megadet i Slejer.

## O bendu
Bend su 1981. osnovali gitariste Skot Jan i Deni Lilker. Bend je izmenio dosta članova, te je jedino Jan ostao kao jedini stalan član. Najveću popularnost imali su 1980-ih, kada su i proglašeni delom „velike četvorke”. Objavili su deset studijskih albuma, tri albuma uživo, te četiri kompilacije. Na Antraksovim albumima su gostovali mnogi muzičari, uključujući Dajmbega Darela i Fila Anselma iz Pantere, Rodžera Daltria iz Hua, te članovi benda Pablik Enemi.

## Članovi benda
Sadašnja postava
- Džoi Beladona — vokal (1984—1992, 2005—2007, 2010—do sada)
- Rob Kadžijano — gitara (2001—2005, 2007—)
- Skot Jan — ritam gitara, prateći vokal (1981—)
- Frenk Belo — bas-gitara, prateći vokal (1984—2004, 2005—)
- Čarli Benant — bubnjevi, udaraljke (1983—)

## Diskografija
Studijski albumi
- (1984)
- (1985)
- (1987)
- (1988)
- (1990)
- (1993)
- (1995)
- (1998)
- (2003)
- (2011)
- (2016)

## Galerija
- Detalj sa nastupa 2009. godine u Nemačkoj
- Nastup na festivalu u Francuskoj
- Koncert 2016. godine u Minhenu

## Spoljašnje veze
- Zvanična prezentacija benda (језик: енглески)